# Chaqa Siah
Chaqā Sīāh (persiska: چقا سياه, چوُقا سياه, چَقا سِياه, چِقا سياه) är en ort i Iran.   Den ligger i provinsen Markazi, i den centrala delen av landet, 280 km sydväst om huvudstaden Teheran. Chaqā Sīāh ligger 2 013 meter över havet och antalet invånare är 343.
Terrängen runt Chaqā Sīāh är kuperad åt sydost, men åt nordväst är den platt.Runt Chaqā Sīāh är det ganska tätbefolkat, med 54 invånare per kvadratkilometer. Närmaste större samhälle är Tūreh, 12,2 km nordost om Chaqā Sīāh. Trakten runt Chaqā Sīāh består i huvudsak av gräsmarker.